# Афир (Алжир)
Афир (араб. أعفير‎, фр. Afir) — коммуна на севере Алжира, на территории вилайета Бумердес, округа Деллис.

## Географическое положение
Коммуна находится в северной части вилайета, на высоте 17 метров над уровнем моря на площади 62 км2.
Коммуна расположена на расстоянии приблизительно 104 километров к востоку от столицы страны Алжира и в 64 километрах к востоку от административного центра вилайета Бумердеса.

## Демография
По состоянию на 2008 год население составляло 13 223 человек.
Динамика численности населения коммуны по годам:
| 1977  | 1987   | 1998   | 2008   |
| ----- | ------ | ------ | ------ |
| 7 412 | 10 509 | 12 613 | 13 223 |